# Форт Детрік
Форт Детрік (англ. Fort Detrick) — лабораторія армії США, розташована у місті Фредерік (штат Меріленд), що історично (1943–1960 роки) була центром розробки та випробування біологічної, зокрема ентомологічної зброї.
Зараз у Форт Детріку знаходяться лабораторії, що проводять міжнародні дослідження в галузі охорони здоров'я, дослідження медичних матеріалів та патогенів рослин. Тут знаходиться Агентство медичних досліджень Армії США (англ. U.S. Army Medical Research and Materiel Command, USAMRMC) та її Дослідницький інститут інфекційних хвороб Армії США (англ. U.S. Army Medical Research Institute of Infectious Diseases, USAMRIID), так саме як і лабораторія Національного інституту раку (NCI-Frederick [Архівовано 16 жовтня 2012 у Wayback Machine.]). Крім того, тут планується спорудження Національного центру біологічної оборони.